# Manfred Frank
Manfred Frank (1945. március 22. –) német filozófus, a Tübingeni Egyetem emeritus filozófiaprofesszora. Munkásságának fókuszában a német idealizmus, a romantika, a szubjektivitás és az öntudat fogalmai állnak. 950 oldalas tanulmányt írt a német romantikáról Unendliche Annäherung címmel. Ez a munkája "a legátfogóbb és mélyreható tanulmány a korai német romantikáról" és "minden bizonnyal az egyik legfontosabb könyv a háború utáni időszakban a német filozófiatörténetben." Hosszasan értekezett az analitikus és a kortárs francia filozófiáról.

## Élete
Németországban, Elberfeldben született 1945-ben. A heidelbergi egyetem alatt olyan tanároktól tanult filozófiát, mint Hans-Georg Gadamer, Karl Löwith, Ernst Tugendhat és Dieter Henrich. 1971-1982 között tanított a Düsseldorfi Egyetemen, majd a Genfi Egyetemen (1982-1987), ezután Frank 1987-ben elfogadta a Tübingeni Egyetem filozófiaprofesszori állását.
A Pécsi Tudományegyetem Bölcsészettudományi Karának díszdoktora

## Magyarul
- A megértés határai egy "rekonstruált" diskurzus Habermas és Lyotard között; ford., utószó Balogh István, Lyotard-idézetek ford., szerk. A. Gergely András; Jószöveg Műhely, Bp., 1999 (Jószöveg könyvek)
- A stílus filozófiája; vál., ford. Weiss János; Janus–Osiris, Pécs–Bp., 2001 (Orbis universitatis. Irodalomtudomány)

## Fordítás
- Ez a szócikk részben vagy egészben  a   Manfred Frank című angol Wikipédia-szócikk ezen változatának fordításán alapul.  Az eredeti cikk szerkesztőit annak laptörténete sorolja fel. Ez a jelzés csupán a megfogalmazás eredetét és a szerzői jogokat jelzi, nem szolgál a cikkben szereplő információk forrásmegjelöléseként.